# Christoph Spycher

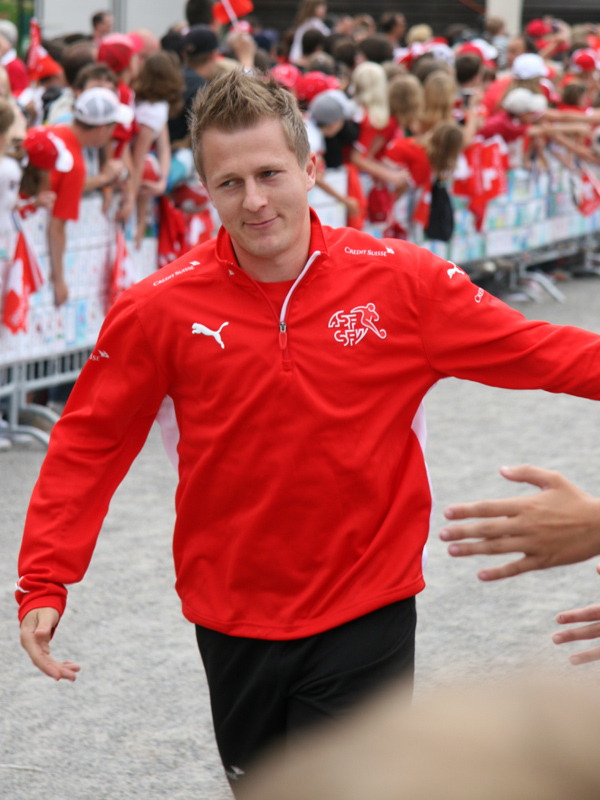
Spycher

Christoph Spycher (Wolhusen, 30 de março de 1978) é um futebolista suíço que joga como lateral-esquerdo pelo BSC Young Boys na Swiss Super League.
Foi convocado para a Copa do Mundo de 2010, seria sua segunda copa, mas foi cortado devido a uma lesão, em seu lugar foi convocado Ludovic Magnin.